# Ceraclea alabamae
Ceraclea alabamae là một loài Trichoptera trong họ Leptoceridae. Chúng phân bố ở miền Tân bắc.